# 45 Draconis
45 Draconis (45 Dra / d Draconis) es una estrella de magnitud aparente +4,78 situada en la constelación de Draco.
De acuerdo a la nueva reducción de los datos de paralaje del satélite Hipparcos, se encuentra a 649 pársecs —2118 años luz— del sistema solar, si bien la medida conlleva un error de ± 235 años luz.

## Características
45 Draconis está catalogada como una supergigante amarilla de tipo espectral F7Ib.
Tiene una temperatura efectiva de 6201 K y su diámetro, estimado a partir de su brillo superficial, es 62 veces más grande que el del Sol. 
Gira sobre sí misma con una velocidad de rotación proyectada —componente de la velocidad radial que depende de la inclinación del eje de la estrella respecto a la línea de visión— de 10 km/s.
Aunque es una estrella masiva con una masa de 7,5 ± 0,5 masas solares, está por debajo del límite a partir del cual las estrellas acaban explosionando como supernovas.
Tiene una edad entre 33 y 42 millones de años.

## Composición química
45 Draconis presenta una metalicidad algo inferior a la del Sol ([Fe/H] = -0,09).
Como la mayor parte de las supergigantes de tipo A y F, muestra una sobreabundancia significativa de nitrógeno ([N/H] = +0,42).
Dicho exceso puede tener su origen en la mezcla inducida por rotación, cuando las estrellas, antes de evolucionar, eran estrellas de la secuencia principal de tipo B.